# العرق والإثنية في تعداد الولايات المتحدة
يتحدد العرق والإثنية في تعداد الولايات المتحدة من قبل مكتب الإدارة والميزانية ومكتب تعداد الولايات المتحدة وبيانات التعريف الذاتي للأفراد، والتي يختار فيها السكان العرق أو الأعراق التي يُعرِّفون أنفسهم بها، كما يجب أن يشيروا إلى ما إذا كانوا من أصولٍ هسبانيَّة أو لاتينيَّة (وهو التصنيف الوحيد المعترف به كإثنية في التعداد).
تُمثّل التصانيف العرقية للسكان بناءً سياسي-اجتماعي للعرق والأعراق التي يربط الأفراد أنفسهم بها وتعكس عموماً «تعريفاً اجتماعياً للعرق المعترف به في هذه البلاد». يُعرّف مكتب الإدارة والميزانية الأمريكي مفهوم العرق في إطار تعداد الولايات المتحدة على أن ليس «علمياً أو أنثروبولوجي» بيد أنه يأخذ في عين الاعتبار «الخصائص الاجتماعية والثقافية بالإضافة إلى نَسَبْ الأجداد» باستخدام «المناهج العلمية الملائمة» والتي لا يمكن إرجاعها لأسسٍ بيولوجية أو جينية بالمقام الأول. وتتضمن التصانيف العرقية في التعداد مجموعات عرقية ومجموعات من أصول وطنية محددة.
يعد العرق والإثنية هويتان منفصلتان ومختلفتان عن بعضهما البعض لذلك فيسؤل الفرد عن ما إذا كان لديه أصول هسبانية أو لاتينية بصورة منفصلة عن هويته العرقية باعتبار الهسبانيون واللاتينيون هو التصنيف الإثني الوحيد المعترف به في التعداد. وعلى ذلك فيُصنف جميع الأفراد تبعاً لانتمائهم لإحدى التصنيفان الإثنيان وهما إما «هسباني أو لاتيني» أو «غير هسباني أو لاتيني» بالإضافة إلى العرق أو الأعراق التي يجيب عليها الفرد في التعداد. ولكن انتقدت رابطة علم الإنسان الأمريكية وأعضاء من لجنة الولايات المتحدة للحقوق المدنية ممارسة فصل العرق عن الإثنية في التعداد.
أصدر مكتب الإدارة والميزانية إشعاراً للسجل الفيدرالي عام 1997 بشأن إجراء تعديلات على معايير تصنيف البيانات الفيدرالية للعرق والإثنية. وطور مكتب الإدارة والميزانية معايير للعرق والإثنية بهدف توفير «بيانات متسقة حول العرق والإثنية على كل فروع الحكومة الفيدرالية. ينبع تطوير معايير البيانات إلى حد كبير من المسؤوليات الجديدة لتطبيق قوانين الحقوق المدنية.» وكان من ضمن التغييرات الطارئة إصدار مكتب الإدارة والميزانية تعليمات بـ«وضع علامة على واحد أو أكثر من الأعراق» بعد ملاحظة دليل على ازدياد عدد الأطفال من ذوي الأعراق المختلطة والرغبة في تسجيل التنوع السكاني الحاصل بطريقة قابلة للقياس واستلام الطلبات من الأشخاص الذين يريدون أن يكونوا قادرين على الاعتراف بأصلهم الكامل أو أصل أطفالهم عوضاً عن تحديدهم فقط ضمن مجموعة عرقية واحدة. وقبل هذا القرار كان التعداد وغيرها من مجموعات البيانات الحكومية تطلب من الناس الإبلاغ عن عرق واحد فقط ينتمون إليه دون الاعتراف بأكثر من عرق واحد للفرد.

## آلية الاستفادة من بيانات العرق والإثنية
يصرح مكتب الإدارة والميزانية الأمريكي أن «العديد من البرامج الفيدرالية تدخل الأطر التنفيذية بالاعتماد على بيانات العرق المأخوذة من التعدادات العقدية (مثل التشجيع على فرص التوظيف المتساوية وتقييم الفروق العرقية في المخاطر الصحية والبيئية). كما تلعب بيانات الأعراق دوراً حاسماً في إجراء البحوث الأساسية لكثير من قرارات السياسة. وتحتاج الولايات هذه البيانات لاستيفاء شروط رسم حدود المقاطعات الانتخابية التشريعية. وتحتاج الهيئات القضائية المحلية البيانات لمتابعة الامتثال بقانون الحقوق الاقتراعية.»
«إن بيانات المجموعات الإثنية هامة لدخولها بالأطر التنفيذية في عدد من التشريعات الفيدرالية (مثل تطبيق القواعد الانتخابية مزدوجة اللغة بموجب قانون الحقوق الاقتراعية ومتابعة وتطبيق فرص التوظيف المتساوية بموجب قانون الحقوق المدنية). كما تحتاج الحكومات المحلية بيانات المجموعات الإثنية لإدارة البرامج واستيفاء الشروط التشريعية (مثل تعريف أجزاء من السكان الذين قد لا يكونوا يتلقون الخدمات الصحية بموجب قانون الصحة العامة وتقييم مدى التزام الهيئات المالية بالاحتياجات الائتمانية للأقليات من السكان بموجب قانون إعادة الاستثمار المجتمعي).»

## تعداد 2000
كان السؤال حول العرق مختلفاً في تعداد 2000 عن التعدادات السابقة من جوانب عدة. وأهمها تخيير السكان ليختاروا تصنيفاً عرقياً أو أكثر للإشارة إلى هويتهم العرقية الخاصة. وأظهرت البيانات ما يقرب من سبع ملايين أمريكي ممن أعلنوا انتسابهم لعرقين مختلطين أو أكثر. ولا يمكن مقارنة بيانات تعداد 1990 وما سبقها من تعدادات مع بيانات تعداد 2000 من ناحية التركيبة العرقية بسبب هذه التغيرات. ولذلك فيوصى بتوخي الحذر حين العمل على تفسير التغييرات الحاصلة على التركيبة العرقية لسكان الولايات المتحدة مع مرور الزمن.
تنطبق التعاريف الآتية على تعداد 2000 فقط:
- أبيض: شخص تنحدر أصوله لشعوب أوروبا أو الشرق الأوسط أو شمال أفريقيا. وتشمل هذه الفئة على الأشخاص الذين يعتبرون عرقهم «أبيض» أو يسجلون مدخلات على غرار أيرلندي أو ألماني أو إنجليزي أو اسكندنافي أو اسكتلندي أو لبناني أو من الشرق الأدنى أو عربي أو بولندي وما إلى ذلك.[8]
- أمريكي أفريقي أو أسود: شخص تنحدر أصوله من لأي المجموعات العرقية السوداء في أفريقيا. وتشمل هذه الفئة على الأشخاص الذين يعتبرون عرقهم «أسود» أو «أمريكي أفريقي» أو يسجلون مدخلات على غرار كيني أو نيجيري أو هايتيّ وما إلى ذلك.[8]
- هندي أمريكي ومن سكان ألاسكا الأصليين: شخص تنحدر أصوله لأي من الشعوب الأصلية لأمريكا الشمالية والجنوبية (مع أمريكا الوسطى) ويحافظ على الانتماء للقبيلة أو الارتباط المجتمعي.[8]

| لقطة: العرق في إحصاء سكان الولايات المتحدة |
| التعداد الفيدرالي الثالث والعشرون سنة 2010 يسأل سؤالاً واحداً إثني وواحداً عرقياً (الاسئلة من 1-4 لم يجاب عليها هنا، وأعيد صياغة السؤالان 5 و6): 1. هل الشخص من أصل هسباني أو لاتيني أو إسباني؟ 2. ما هو عرق الشخص؟ - أبيض - أسود أو أمريكي أفريقي - أمريكي هندي أو من سكان ألاسكا — اكتب اسم القبيلة العضو أو الرئيسية. - هندي آسيوي - صيني - فلبيني - آسيوي آخر — اكتب عرق مثل همونغ ولاوي وتايلندي وباكستاني وكمبودي وهلم جر. - ياباني - كوري - فيتنامي - هاوائي أصلي - غوامي أو تشامورو - سامواوي - غيرهم من سكان جزر المحيط الهادئ — اكتب العرق مثل فيجيّ وتونغي وهلم جر. - عرق آخر ما — اكتب العرق. اعترف هذا التعداد بأن "الفئات العرقية تتضمن كل من المجموعات العرقية والأصول الوطنية." |

- آسيوي: شخص تنحدر أصوله للشعوب الأصلية للشرق الأقصى أو جنوب شرق آسيا أو شبه القارة الهندية. وتشمل هذه الفئة على سبيل المثال: كمبوديا والصين والهند وإندونيسيا واليابان وكوريا وماليزيا وباكستان وجزر الفلبين وتايلاند وفيتنام. وتشمل «هندي آسيوي» و«صيني» و«فلبيني» و«كوري» و«ياباني» و«فيتنامي» و«آسيوي آخر».[8]
- هاوائي أصلي وغيرهم من سكان جزر المحيط الهادئ: شخص تنحدر أصوله لأي من الشعوب الأصلية لهاواي أو غوام أو ساموا أو غيرها من جزر المحيط الهادئ. وتشمل هذه الفئة على الأشخاص الذين يعتبرون عرقهم «هاوائي أصلي» و«غوامي أو تشامورو» و«سامواوي» و«غيرهم من سكان جزر المحيط الهادئ».[8]
- عرق آخر ما: تشمل جميع الأجوبة الأخرى التي ليس فيها الفئات العرقية الواردة أعلاه وهي: «أبيض» و«أمريكي أفريقي أو أسود» و«هندي أمريكي ومن سكان ألاسكا الأصليين» و«آسيوي» و«هاوائي أصلي وغيرهم من سكان جزر المحيط الهادئ».المستجيبين الذين يجيبون بمدخلات مكتوبة مثل متعدد الأعراق أو مختلط أو متداخل الأعراق أو ووي سورت أو من مجموعة لاتينية/هسبانية (مثل مكسيكي أو بورتوريكي أو كوبي) يتم تضمينهم هنا في فئة «عرق آخر ما».[8]
- عرقان أو أكثر: قد يختار الناس الإجابة بعرقين أو أكثر إما من خلال التحقق من مربعين أو أكثر من خانات اختيار العرق أو عن طريق تقديم إجابات مكتوبة أو من خلال المزج ما بين التحقق من خانات الاختيار والردود المكتوبة.[8]

طلبت الحكومة الفيدرالية الأمريكية من الوكالات الفيدرالية في جمع وعرض البيانات استخدام حد أدنى للاثنيات وهما أحد الخيارين: "هسباني أو لاتيني" أو " ليس هسباني أو لاتيني". يعرف مكتب التعداد "الهسباني أو اللاتيني" على أنه شخص من كوبا أو المكسيك أو بورتوريكو أو أمريكا الجنوبية أو الوسطى أو غيرها من الثقافات أو الأصول الإسبانية بغض النظر عن العرق ".